# Quảng trường Hồ Chí Minh (Moskva)

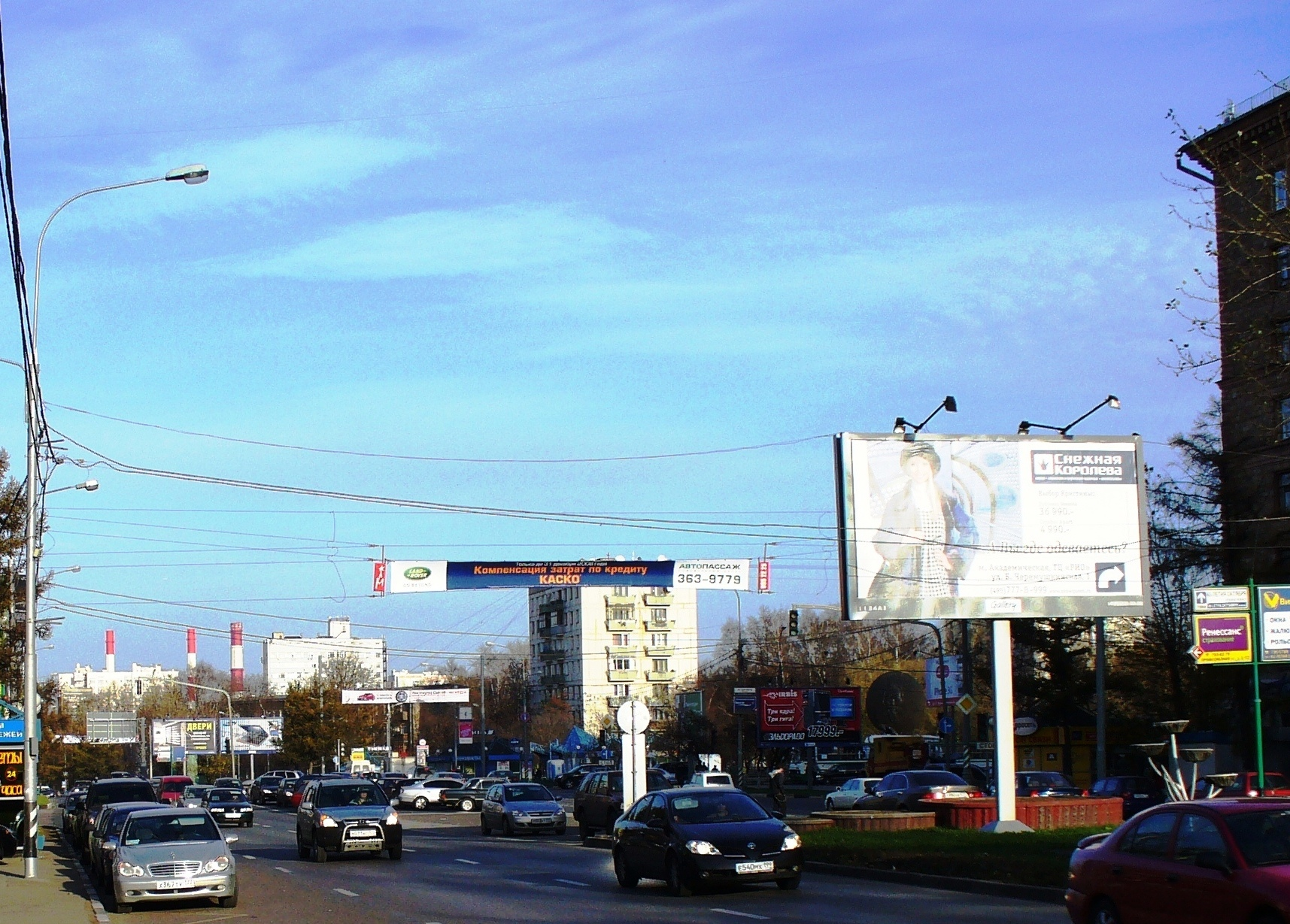
Quảng trường Hồ Chí Minh

Quảng trường Hồ Chí Minh (tiếng Nga: Площадь Хо Ши Мина) là một quảng trường ở thủ đô Moskva của Nga. Quảng trường nằm tại ngã tư đường Profsoyuznaya và Đại lộ 60 năm Tháng 10, tại nơi chúng giao nhau và Phố Dmitry Ulyanov. Quảng trường này nằm trong quận Akademichesky của khu hành chính Tây Nam của Moskva.